# Resolutie 896 Veiligheidsraad Verenigde Naties
Resolutie 896 van de Veiligheidsraad van de Verenigde Naties werd unaniem aangenomen op 31 januari 1994. De resolutie verlengde de UNOMIG-waarnemingsmissie in Abchazië met ruim een maand.

## Achtergrond
Op de golf van opkomend onafhankelijkheidsstreven van Georgië uit de Sovjet-Unie tegen het einde van de jaren 1980, streefde de Abchazische minderheid in de Abchazische autonome republiek de onafhankelijkheid na, uit angst de autonomie in Georgië te verliezen. Het leidde tot etnische spanningen met de Georgiërs, die in Abchazië de grootste bevolkingsgroep waren.
In 1992 kwam het tot een gewapend conflict, waarbij ook Rusland betrokken raakte, dat het voor de Abchaziërs opnam. Begin 1993 braken zware gevechten uit om de Abchazische hoofdstad Soechoemi. In de zomer van 1993 werd een staakt-het-vuren afgesproken en werd de UNOMIG-waarnemingsmissie opgericht. De val van Soechoemi in september 1993 leidde tot grootschalige etnische zuiveringen tegen de Georgische gemeenschap.

## Inhoud

### Waarnemingen
De Veiligheidsraad verwelkomde het communiqué van de tweede onderhandelingsronde in Genève waarin aan het memorandum van overeenstemming werd herinnert en het belang benadrukte dat de partijen hun verplichtingen nakwamen. Ook bleven de partijen voorstander van een VN-vredesmacht of een andere door de
Verenigde Naties geautoriseerde macht in de conflictzone. Nog werden de gesprekken in Moskou en secretaris-Generaal Boutros Boutros-Ghalis intentie om een nieuwe onderhandelingsronde te beginnen in Genève opgemerkt. De Veiligheidsraad erkende ook de ernst van de situatie in Georgië, waar zich bijna 300.000 ontheemden uit Abchazië bevonden.

### Handelingen
De partijen werden opgeroepen om zo snel mogelijk de onderhandelingen te hervatten en te tonen dat ze de wil hadden om tot een oplossing te komen. Ook moesten ze de soevereiniteit en territoriale integriteit van Georgië respecteren. Er moest dringend een akkoord komen over de politieke status van Abchazië zonder aan Georgië te raken. Het mandaat van de UNOMIG-waarnemingsmissie werd verlengd tot 7 maart. Indien nodig kon de sterkte van UNOMIG vergroot worden.
De secretaris-generaal had ook twee mogelijkheden voorgesteld voor een vredesmissie in Abchazië. Hem werd gevraagd onmiddellijk na de derde onderhandelingsronde te rapporteren over de gemaakte vooruitgang en eventuele omstandigheden waarin zo'n vredesmacht nodig zou zijn. Hiervoor moest de gemaakte vooruitgang wel groot genoeg zijn.
De Veiligheidsraad erkende dat alle vluchtelingen en ontheemden het recht op terugkeer hadden en alle partijen moesten hun toezeggingen in dat verband nakomen en een tijdsschema overeenkomen. Alle pogingen om de demografische samenstelling van Abchazië te wijzigen door onder meer het gebied te herbevolken werden veroordeeld. Alle partijen moesten het afgesproken staakt-het-vuren opvolgen en de veiligheid van UNOMIG's personeel verzekeren.

## Verwante resoluties
- Resolutie 881 Veiligheidsraad Verenigde Naties (1993)
- Resolutie 892 Veiligheidsraad Verenigde Naties (1993)
- Resolutie 901 Veiligheidsraad Verenigde Naties
- Resolutie 906 Veiligheidsraad Verenigde Naties

Lijst ·  893 ·  894 ·  895 ·  896 ·  897 ·  898 ·  899 ·  900 ·  901 ·  902 ·  903 ·  904 ·  905 ·  906 ·  907 ·  908 ·  909 ·  910 ·  911 ·  912 ·  913 ·  914 ·  915 ·  916 ·  917 ·  918 ·  919 ·  920 ·  921 ·  922 ·  923 ·  924 ·  925 ·  926 ·  927 ·  928 ·  929 ·  930 ·  931 ·  932 ·  933 ·  934 ·  935 ·  936 ·  937 ·  938 ·  939 ·  940 ·  941 ·  942 ·  943 ·  944 ·  945 ·  946 ·  947 ·  948 ·  949 ·  950 ·  951 ·  952 ·  953 ·  954 ·  955 ·  956 ·  957 ·  958 ·  959 ·  960 ·  961 ·  962 ·  963 ·  964 ·  965 ·  966 ·  967 ·  968 ·  969